# Suicide Squad: Kill the Justice League
Suicide Squad: Kill the Justice League est un jeu vidéo d'action-aventure développé par Rocksteady Studios et publié par Warner Bros. Interactive Entertainment, sorti le 2 février 2024 sur Microsoft Windows, PlayStation 5 et Xbox Series.
Le jeu se situe dans le même univers que la série Batman: Arkham. Le jeu permet au joueur d’incarner la Suicide Squad tentant de vaincre Brainiac, face à une Justice League contrôlée par le redoutable extra-terrestre.
Annoncé pour courant 2022, le jeu est successivement décalé au 23 mars 2022, au 26 mai 2023, puis au 2 février 2024. Le jeu marque l'un des derniers rôles de Kevin Conroy qui est décédé le 10 novembre 2022 et qui a interprété le personnage de Batman dans de nombreux projets étalés sur plus d'une trentaine d'années à partir de la série d'animation Batman de 1992.
Le jeu nécessite une connexion Internet constante mais une version hors ligne est prévue. Le jeu supporte également plusieurs contenus téléchargeables additionnels qui sortent avant et après la sortie du jeu, un battle pass étant mis à disposition.
Le 29 janvier 2024, le jeu sort 72 heures en accès anticipé sur PlayStation 5 et Xbox Series X/S pour les propriétaires de l’édition deluxe. Un bug dévoilant l’histoire complète aux joueurs dès le démarrage a forcé le studio à la mise hors ligne des serveurs du jeu le même jour. Les premiers aperçus sont « extrêmement négatifs » et le titre est un des rares triple A modernes à ne pas avoir été proposés aux critiques avant la sortie du jeu.

## Système de jeu
Suicide Squad: Kill the Justice League est un jeu d'action-aventure se déroulant dans un monde ouvert basé à Metropolis. Le jeu propose quatre personnages jouables : Deadshot, Harley Quinn, Captain Boomerang et King Shark. Bien qu'il puisse être totalement joué en solo, le jeu propose également un mode multijoueur coopératif jusqu'à 4 joueurs. Lorsqu'il joue en solo, le joueur peut basculer d’un personnage à un autre à volonté, les trois autres étant contrôlés par l'intelligence artificielle.

## Univers
L'intrigue se déroule dans le même univers que celui de la franchise Batman: Arkham et se déroule cinq ans après les évènements de Batman: Arkham Knight.
La directrice d'ARGUS, Amanda Waller (Debra Wilson), a créé un groupe connu sous le nom de Task Force X / Suicide Squad, composé de détenus de l'asile d'Arkham, les membres de l'équipe étant Harleen Quinzel / Harley Quinn (Tara Strong), Digger Harkness / Captain Boomerang (Daniel Lapaine), Floyd Lawton / Deadshot (Bumper Robinson (en)) et Nanaue / King Shark (Samoa Joe),. L'équipe est envoyée à Metropolis afin d'arrêter Brainiac (Jason Isaacs) qui a envahi la Terre et a commencé à laver le cerveau de ses habitants, y compris celui des membres de la Justice League suivants : le Kryptonien Clark Kent / Superman (Nolan North), l'homme le plus rapide du Monde Barry Allen / The Flash (Scott Porter), le membre du Corps des Green Lantern John Stewart / Green Lantern (Dan White) et Bruce Wayne / Batman (Kevin Conroy).
Tout au long de l'histoire, la Suicide Squad interagit également avec d'autres personnages, dont notamment Diana Prince / Wonder Woman (Zehra Fazal (en)), seule membre de la Justice League qui ne soit pas sous l'emprise de Brainiac, Lex Luthor (Corey Burton) ou encore Rick Flag (Jim Pirri (en)).
Enfin, plusieurs personnages apportent leur soutien à l'équipe : Oswald Cobblepot / Pingouin (Nolan North), un seigneur du crime et marchand d'armes de Gotham City qui approvisionne l'escouade ; Mikron O'Jeneus / Gizmo, un expert en véhicules qui développe divers moyens de transport pour l'escouade ; Hiro Okamura / Toyman, un génie de la mécanique qui idolâtre la Justice League ; Hack (Omono Okojie), une projection astrale numérique capable d'améliorer et de personnaliser les compétences de l'équipe ; et Ivy (Darcy Rose Byrnes), une version réincarnée et plus jeune de Pamela Isley / Poison Ivy, qui a péri lors des événements d'Arkham Knight.

## Développement
Un jeu Suicide Squad a d'abord été considéré comme une possibilité après la fin de Batman: Arkham Origins — développé par WB Games Montréal — qui présentait une scène post-crédits dans laquelle Deathstroke est invité par Amanda Waller à rejoindre la Suicide Squad. Dans les années qui ont suivi la sortie de Batman: Arkham Knight (2015), des rumeurs suggérant que le studio travaillait sur un jeu Suicide Squad sont émises, mais aucune annonce officielle n'est faite par l'équipe de développement ou l'éditeur. En décembre 2016, Jason Schreier de Kotaku révèle que le titre a été annulé et que WB Games Montréal a déplacé son attention vers le prochain jeu Batman, qui s'est révélé plus tard être Gotham Knights,.
Rocksteady Studios, le créateur de la franchise Batman: Arkham, aurait initialement travaillé sur un jeu sur le thème de Superman, qu'ils ont ensuite annulé. La première bande-annonce du jeu a été présenté à DC Fandome le 22 août 2020[réf. nécessaire]. Comme le jeu se déroule dans l'« Arkhamverse », les fils de l'intrigue établis dans la série Batman: Arkham continueraient dans Suicide Squad: Kill the Justice League[réf. nécessaire].

## Sortie

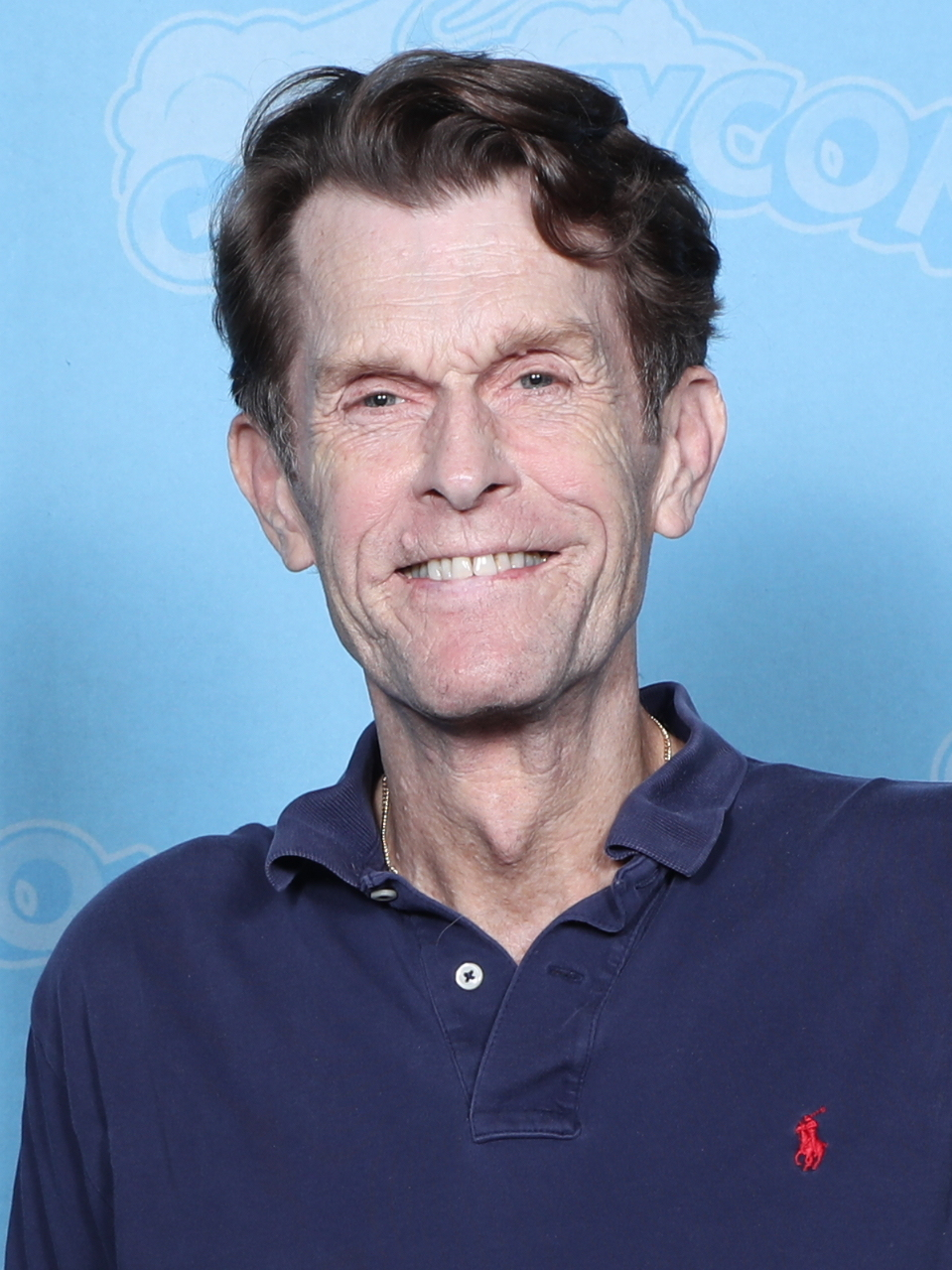
Durant la cérémonie des The Game Awards 2022, le personnage de Batman est annoncé comme étant présent dans le jeu. Cette apparition est annoncée comme étant le dernier rôle de Kevin Conroy qui a interprété le personnage dans de nombreux projets étalés sur plus d'une trentaine d'années à partir de la série d'animation Batman de 1992.

Alors qu'elle est prévue pour courant 2022, Rocksteady annonce le 23 mars 2022 que la fenêtre de lancement de Suicide Squad: Kill the Justice League avait été retardé à début de 2023. Durant les The Game Awards 2022, le studio annonce la date de sortie du 26 mai. Il est également annoncé durant la cérémonie que le personnage de Batman apparaitra et qu'il sera interprété à titre posthume par Kevin Conroy, décédé le 10 novembre 2022, pour ce qui sera sa dernière performance ainsi que la toute dernière fois où il prêtera sa voix au personnage qu'il a interprété dans de très nombreux projets à partir de la série d'animation Batman de 1992. Le 30 janvier 2024, le site IGN annonce qu'il ne s'agit pas du dernier rôle de Kevin Conroy et que sa voix sera audible dans deux projets à venir. Le lendemain, Bruce Timm déclare que l'acteur n'a pas participé à l'un des projets cités.
Le 3 février 2023, lors du PlayStation State of Play et d’une FAQ distincte, Rocksteady confirme que le jeu nécessite une connexion Internet à tout moment, qu’il dispose d’un battle pass et que du contenu post-lancement sera proposé. Le 8 décembre 2023, Rocksteady annonce qu’un mode hors ligne sera ajouté après le lancement. Le 13 avril 2023, Rocksteady annonce que le jeu avait de nouveau été reporté et qu'il sortira le 2 février 2024. Cependant, la version prévue sur l’Epic Games Store est retardée au 5 mars 2024 sans raison spécifiée.
Le 29 janvier 2024, le jeu sort 72 heures en accès anticipé sur PlayStation 5 et Xbox Series X/S pour les propriétaires de l’édition deluxe. Plus tard dans la journée, les serveurs ont été arrêtés pendant plusieurs heures pour corriger un bug qui faisait que la progression de l’histoire des joueurs était entièrement terminée au démarrage du jeu.

## Réception
VG247 rapporte que les premières aperçus sont « extrêmement négatifs ». Fait rare parmi les titres AAA modernes, le jeu a évité le « processus de critique traditionnel » et les copies du jeu n’ont pas été données aux critiques.
Video Games Chronicle déclare : « Suicide Squad : Kill the Justice League est un jeu d’anti-héros visuellement époustouflant qui est amusant à jouer, même si les choses que vous faites réellement sont quelque peu répétitives. L’Arkhamverse de Rocksteady se termine en beauté, sans succomber complètement aux démons du live-service »,.
Sur Cultea, le jeu est considéré comme « un sale gosse du jeu vidéo qui se moque des attentes de ses fans et de son propre héritage des Arkham »
La conclusion de l’arc personnel de Batman a été considérée comme un adieu irrespectueux au personnage et a reçu des réactions et des critiques considérablement négatives de la part des joueurs,,.